# Michel Kratochvil
Michel Frank Kratochvil (Berna, 7 de abril de 1979) é um ex-tenista profissional suíço.